# Roberto Mangu Quesada
Roberto Mangú Quesada (né en 1948), connu aussi sous les noms de Roberto Mangou et Roberto Mangú est un peintre, dessinateur, sculpteur franco espagnol dont la carrière s’est essentiellement développée en Italie. Profondément influencé par Bonnard et Chagall, ses ateliers successifs à Paris, Milan, Séville, Madrid, Bruxelles, Gênes sont autant d’étapes où, partant de « la nécessité de reprendre la question de l’être » chère à Martin Heidegger, il développe peu à peu une œuvre centrée sur l’aventure de l’homme basée sur le temps long et sur les invariances du monde qu’il nomme Permanenza. La Permanenza qui selon lui « n’est autre qu’un second âge de la modernité bâtie sur les épiphanies des invariances du monde - est une réponse à la post-modernité et à la décroissance, un second âge qui proclame que le monde sera sauvé par la beauté, un second âge de la modernité qui proclame la nécessité de relier l’homme à la nature et au vivant ».
Son œuvre se distingue essentiellement par un style pictural inclassable et très marqué, fortement influencé par la sculpture et les bas-reliefs assyriens et perses.
Dès son origine sa peinture s’est développée dans la spiritualité de ces deux axes convergents : le retour et la présence de l’être dans les invariances du monde où comme il le dit sous le pseudonyme de Jean Exekias, « tout change mais rien ne change ». Par la dimension intemporelle de sa vision, sa peinture se présente libérée de tous les standards de l’Art Contemporain selon la définition d’Aude de Kerros et se définit comme une peinture oraculaire, annonciatrice basée sur l’idée de nature globale, de continuum, inspirée de Diderot. Selon lui, face à la nécessité de changement de paradigme – générée par les indicateurs de l’épuisement en cours de la modernité – sa peinture propose l’exact opposé du cubisme. Il dit : « Cette voie de la nature globale que Bonnard a portée, s’oppose radicalement à toute la peinture des débuts du XXe siècle qui portait l’annonce du triomphe de la modernité. Il revient au splendide cubisme non seulement d’avoir annoncé la modernité, mais surtout de lui avoir donné sa forme : la fragmentation ; qui est l’exacte opposé du continuum».
À la formule de Bonnard « l’œuvre d’art, un arrêt du temps », Mangú précise « l’œuvre d’art, un réel en devenir».
Son œuvre la plus emblématique s’incarne sous la forme d’un être zoomorphe, anthropomorphe, minéral, végétal et magnétique qu’il a baptisé Mintak, émanation formelle de la force vitale qui semble puiser aux sources de la vie. Mangú n’a pas peint consciemment le premier Mintak. Sa peinture l’a précédé. C’est en observant son San Francesco, achevé en 1992 et qui l’intriguait que, des années plus tard, il a pris conscience d’une présence luttant dans le corps du Saint. Mintak s’était lui-même invité dans la peinture de Mangú. L’apparition de Mintak, entre figure mythique et esprit magique, habite depuis lors ses toiles comme un témoignage qu’elles sont à la source de toutes choses du monde matérialisant la présence simultanée, de l’esprit de l’Homme dans les invariances du Réel et du Temps.

## Biographie
Il naît à Paris en 1948 d'une mère espagnole et d'un père italien. En 1962, il entre à l’âge de 14 ans dans l’atelier de statuaire de Mario Luisetti et fréquente l’Académie de la Grande Chaumière. En 1968, il entre à l’École nationale supérieure des Beaux-Arts, section architecture dont il sort diplômé architecte DPLG en 1976. De 1976 à 1979, il voyage en Iran, en Turquie, en Grèce, en Espagne et en Italie.
En 1979, il est à Paris, et associé à l’architecte Michel Écochard qu’il a rencontré à Téhéran, il participe au premier concours de l’Institut du Monde Arabe. Ce concours sur invitation, réservé à six équipes, ne sera finalement jamais jugé. Le deuxième concours se fera sur un autre site et sera gagné par Jean Nouvel.
Ces années sont marquées par l’appel de plus en plus irrésistible de la peinture – néanmoins, bien qu’ayant cessé d’exercer la profession d’architecte, il termine les travaux de la Villa S à Asnières, qui sera son ultime projet construit. La Villa S - sélectionnée par l’Institut Français d’Architecture de Paris pour l’exposition Maisons particulières - Exemples choisis en 1987 lui vaut une importante reconnaissance internationale.
À partir de fin 1981, son ancienne agence d’architecture de Paris est vidée de tout ce qui la constituait et devient son atelier. Dans sa première période, de 1981 à 1986, il est installé à Paris où il peint des tableaux monumentaux, Aldébaran, Bételgeuse, Dolce Vita qui sont exposés à la galerie Georges Lavrov et publiés dans la revue Artforum en 1983.
De 1987 à 1995, Roberto Mangú vit à Milan où il peint notamment la série Gli Uomini in piedi (Les Hommes debout) exposée entre autres par Philippe Daverio et au Musée Cantini de Marseille. Les tableaux Corpus Mundi, San Francesco ou Gracias y mucha suerte para todos (inspiré de Le Bateau ivre, poème de Rimbaud) sont représentatifs de cette période milanaise.
En 1995, Roberto Mangú retourne en Espagne où il réside à Séville puis Madrid. C’est là, dans son tableau San Francesco (inspiré de Zurbaran) que naît à sa conscience l’ombre du Mintak, issu de ce que Mangú appelle « l’esprit Jaguar », et qui figure pour lui la force de vie et son concept de Permanenza.
De 2001 à 2004, Roberto Mangú s’installe près de Toulouse où son art connaît un profond renouvellement. Inspiré par les paysages et un pèlerinage à Saint-Jacques-de-Compostelle, il développe de nouvelles séries incluant des maisons dessinées en creux ou des chemins qui déchirent la toile (Camino de Santiago, Via Natura, Les Blés à la Cadiscié).
Après avoir vécu à Bruxelles, Roberto Mangú retourne en France où il travaille autour de nouvelles couleurs : l’orange de sa période Permanenza (illustré par les toiles Le Visage d'une Eve, La suite du Temps, Salvador) puis le bleu plus calme de sa période Mar Adentro. Il développe aussi les séries de la période précédente (ses Maisons sont prolongés par des Codex, le Mintak hante de nouvelles séries comme Ombra dell'Inizio ou Rivage).
En 2013, il retourne en Italie, à Gênes. C’est là qu’il commence à développer une synthèse de sa démarche picturale qui associe Mintak , la danse, la kinésique et l’idée de continuum. Cinesica magica, La Suite du Temps, La Grande Bellezza, L’Uno et Grand-Vivant de 2019 sont des tableaux emblématiques de cette démarche.
En 2021, il retourne en France et s'installe en Bourgogne.

## Œuvres

### Aspects formels
La vitalité présente dans ses premières peintures (celles du début des années 1980, notamment « Virée sur la côte » ou «Taureau mécanique »), sa maîtrise des couleurs vives, notamment un rouge intense (« Lola ») ont incité la critique à l'assimiler par erreur au néo-expressionnisme, aux nouveaux fauves ou à la Trans-avant-garde.
Comme le remarque Alessandra Troncana dans le Corriere della Serra, le travail de Mangú est trop original et personnel pour pouvoir être classé si facilement. Il s'est ainsi graduellement détaché des couleurs vives, pour employer des tons plus sombres et a travaillé des techniques très différentes, notamment la peinture « en négatif » où les formes sont dessinées par le retranchement de la couleur (grâce à de grandes plages blanches) qui constitue le fond de la toile (la série « Pan y Vino »). Plus tard, Mangú est retourné à la couleur, notamment à travers un orange intense dans sa période Permanenza, avant de revenir à des bleus plus calmes dans sa période Mar Adentro.
En 2023, Aude de Kerros le cite à plusieurs reprises dans son livre L’art caché enfin dévoilé, en sa qualité d'artiste ayant « choisi la France malgré la férule dogmatique parce que c'est là qu'il a rêvé d'être ».

### Thèmes
Des thèmes récurrents traversent l'œuvre de Roberto Mangú. Alain Santacreu dans Le Cœur émeraude de Roberto Mangú y voit l'expression d' « une tradition picturale ancestrale, primordiale, enracinée dans la religiosité des origines ». Philippe Daverio écrit quant à lui : 
« tu per me rappresenti una Spagna pittorica che non ha nulla a che vedere con i libri di storia dell’arte e ancor meno con i musei di Madrid. Ciò che mi ha colpito, la prima volta che ho visto i tuoi quadri, è lo spirito feroce, ribelle e indomabile che li animava. Ciò che mi ha convinto della loro autenticità, era quanto essi corrispondessero al tuo aspetto medesimo. Tu non hai ricominciato a dipingere. Tu hai sempre dipinto. E persisti nel dipingere a modo tuo, con tanto vigore. La tua visione fisica e corporale, la tua visione metafisica, è come le tue radici lontane nelle vie dei sobborghi di Parigi, quelle dei gitani ».
Dans les années 2000-2010,selon Gwen Garnier-Duguy in Le Sens de l'Épopée, trois thèmes sont au centre de l'œuvre de Roberto Mangú's: Mintak, qu'Alain Santacreu voit comme un Aleph, Permanenza and La Refloraison du Monde. Les époques de l’œuvre de Mangú sont indissociables du parcours qui les a vu naître et correspondent à l’évolution de sa pensée picturale.

### 1reépoque [1981 - 1987] - séries Les Étoiles / Les Cyclistes / Les femmes à la Terrasse
La série des Étoiles – Antarès, Altaïr, Aldébaran, Rigel, Virée sur La Côte. Son tableau monumental Aldébaran est le symbole de cette nouvelle voie. Aldébaran, comme une nouvelle divinité impassible deviendra le berger et le miroir devant lequel toute sa peinture semble se réfléchir. Sensation que l’on perçoit en écho dans Berger dans les nuages et Le Rêve du soldat endormi.
La série des Cyclistes – La course cycliste qu’il voit comme une discipline antique. La rencontre de cette discipline moderne, et de la vision antique qu’il en a, préfigure déjà sa conception du temps immobile. La vision des coureurs, représentés dans leur course, ne simule pas le mouvement mais présente au contraire un caractère d’immobilité qui les propulsent dans tous les temps. Quelques tableaux : Quadrige, Vainqueur, Toro Mécanique, Parcours Gothique...
La série des Femmes à la terrasse – L’archétype de la féminité intemporelle. Guidé par son intuition primordiale et fondamentale d’une reconquête nécessaire de la figure du monde et de l’aventure de l’homme dont la féminité est la source. Hollywood Star.

### 2e époque [1988 - 1996] - séries Hommes debout / Plongeurs
Sa vie milanaise s’articule autour de deux séries – les Hommes Debouts et les Plongeurs – un ensemble de tableaux qui mettent en évidence son positionnement en regard du concept fondamental de durée qu’il oppose au couple indissociable de temps et de progrès. Débarrassés de l’obligation du nouveau et de la religion du progrès – que Jean-Claude Michéa révèlera en 2014 dans son livre Le Complexe d’Orphée– ses tableaux se présentent comme une manifestation d’un songe immuable et intemporel de l’aventure humaine, celle de l’homme, clef de voûte, raciné entre ses origines pariétales et son temps.
À la suite il peint toute la série des Hommes debout : Matador, l’Uomo in piedi nello scuro, l’Uomo in piedi nella luce…

### 3e époque [1997 - 2000] - la révélation du Mintak
Mintak se manifeste pour la première fois de manière inconsciente dans la peinture de Roberto Mangú en 1992, dans une toile nommée San Francesco, peinte à Milan. Une deuxième toile figurant le Saint peinte en 1997 à Madrid révèlera à la surface du tableau la forme qui vivait au cœur de la première version. Cette manifestation changera radicalement la vie de Mangú.

### 4e époque [2001 - 2007] - La Refloraison du monde
Les tableaux de cette période soulignent la continuité de l’esprit qui anime sa peinture depuis Aldébaran. Après être d’abord passé par le monde étoilé qui pour lui est une métaphore « d’une olympe pour aujourd’hui », puis par l’époque des Hommes debout, vision du retour de l’aventure de l’homme, la naissance de Mintak ordonne toute sa peinture sous l’égide de la loi du « vrai monde » énoncé par Héraclite. Cette influence directe des philosophes présocratiques, mise en lumière par Mintak, qui met en évidence l’existence du fixe dans le mouvant le conduira à une vision globale qu’il appelle La Refloraison du Monde. Des tableaux comme Fondation I et II, les Maisons, Étendard, White Spirit et Genesi en sont quelques emblèmes. Les Blés de la Cadiscié, petits tableaux qui ouvrent les grands chemins d’Appartenance, Virgen de la natura, Camino de Santiago, Estela del Mintak... soulignent dans leurs formes cette vision du fixe dans le mouvant.
À La Rochelle, où il réside un an, il va peindre La Vie Intérieure, titre qu’il emprunte à Victor Brauner qu’il apprécie particulièrement pour sa vision magique et vitale de la peinture. Il y peint également entre autres, Music, La Grande Baigneuse, L’Homme Solaire, La Cabane de Gauguin, Arabesque, Esprit Corsaire...

### 5e époque [2008 - 2013] - La Profondeur
Départ de Bruxelles. Il installe son atelier dans une grande maison très ancienne en Bourgogne, près de Vézelay. Reprend la sculpture par la série des Immortelles, des bois polychromés: Ève, Marie, Marie-Madeleine, Isis et Marie l’Égyptienne.
L’Exposition Permanenza de Rome est présentée deux fois. D’abord à la Galerie Stella & Vega de Brest Puis en octobre à Paris à la galerie La Trace rue de Lille. Le jour de l’inauguration les médias rendent officielle la crise des Subprimes qui couvait depuis 2006. Parmi d’autres, il y expose, Salvador, Chief Seattle et les premiers Ombra dell’Inizio peints à Bruxelles.
Au printemps 2011, en compagnie de sa femme et de deux amis, ils sont invités à une visite privée de la grotte d’Arcy-sur-Cure. Cette visite qui va durer plusieurs heures, guidée par un expert de l’art pariétal aura un impact considérable sur lui. Bien sûr, il y a les mammouths peints sur les parois et tout ce que l’on peut s’attendre à voir dans une grotte préhistorique ; mais ce qui le frappe le plus dans le dédale de cette très longue grotte qui s’enfonce en profondeur, c’est la pièce d’eau silencieuse et immobile qu’elle renferme en son sein. Cette vision hors du temps lui rappela un vers du poème de Gérard de Nerval, El Desdichado : « j’ai rêvé dans la grotte où nage la sirène ». Après ce voyage hors du temps dans la grotte, en lui, il entendait ce vers, comme une petite musique qui ne le quittait pas. Cette visite de la grotte d’Arcy et la petite musique donneront naissance à son tableau Pax et à l’esprit de tous les tableaux qui seront exposés plus tard au Musée Santa Giulia de Brescia.
Il commence un ensemble d’études qui tournent autour de l’eau, du temps et du mystère du voyage de la vie.
Le motif de la barque apparait, une barque habitée par une femme qui tient le mystère entre ses mains. De ces études naîtront, Mar Adentro, Pax, Poseidone, Territorio Parietale, Mediterraneo Ædificandi…
En 2011, pour répondre à l’invitation du Musée Bonnard il écrit le texte Les Enfants de Bonnard qui sera publié dans le catalogue d’inauguration du Musée : Bonnard et le Cannet. Dans la lumière de la Méditerranée.
En 2012, Roberto Mangu fait la couverture de l'ouvrage Du religieux dans l’art - contrelittérature, publié sous la direction d’Alain Santacreu avec sa peinture le Cœur émeraude.
La première des trois expositions Mar Adentro s’inaugure au Musée Santa Giulia de Brescia le 2 décembre 2012. Publication du catalogue Mar Adentro, Brescia Musei – Fondazione Credito Valtellinese.

### 6e époque [depuis 2013 [ - Séries Soleils, Codex et Grand Vivant
En 2013, il peint Sol invictus et Pur jaune, ces deux tableaux que l'on peut voir comme des emblèmes de la vie invaincue, de la vie triomphante, génèrent toute la série des Soleils en forme de tournesols.
Après les soleils, il reprend le thème des Codex, apparu dans sa peinture en 2011, qui est une thématique de réflexion en continu pour notre temps sur l’essence méditerranéenne de la civilisation européenne. À l’instar de la Pierre de Rosette qui présentait en trois langues un texte de loi, les Codex de Mangú sont des pierres de fondation de la mémoire retrouvée. Comme la concrétion en un bloc, des images de l’identité européenne qui vivent dans les invariances du monde. Entre autres, il réalise, Codex, Codex Jaune, Castillo Interior II, Codex Bleu...
Depuis 2018, un nouveau rameau de sa peinture surgit : Grand Vivant. Cette série tire son nom du livre Assise, Une Rencontre Inattendue de François Cheng qui évoque sa rencontre spirituelle avec François d'Assise.
Son tableau Grand Vivant est exposé au musée Bonnard du Cannet en 2022 dans l’exposition Les Enfants de Bonnard et au musée des Beaux-Arts de Gaillac la même année.
En 2024, il est convié à participer à BOHEMIA à l'Hotel IMPERATOR de Nimes , établissement 5 étoiles à Nîmes, lors de la Feria de Pentecôte 2024. Il y présente sa série sur la corrida nommée Lidia Soñada dans le Bar Hemingway du jeudi 16 au lundi 20 mai 2024. Les artistes nîmois Claude Viallat et Nicole Bousquet y présentent respectivement une douzaine d’œuvres à la Brasserie L’Impé et des grands formats taurins sur les murs du restaurant gastronomique le Duende. L'évènement est orchestré par les chefs Pierre Gagnaire, Nicolas Fontaine et leurs équipes.
Il y précise voir la corrida "comme l’une des rares manifestations d’un spectacle de notre époque qui, par sa nature tragique, échappe au divertissement dans ce qu’il peut avoir d’asservissant et qui, bien au contraire, se présente comme la liturgie d’un rite sacré qui célèbre une réelle présence au monde où, dans un monde aseptisé, la mort joue ouvertement sa partie."

## Carrière

### Principales expositions personnelles
- 1983, Galerie Georges Lavrov, Paris
- 1984, Galerie Catherine Macé, Cannes.
- 1984, Galerie Georges Lavrov, Paris
- 1985, Galerie Catherine Macé, Cannes
- 1988, Galeria Ontiveros, Madrid
- 1989, Galerie Catherine Macé, Cannes.
- 1989, Galeria Ontiveros, Madrid
- 1990, Galeria Ontiveros, Madrid
- 1991, Galleria Philippe Daverio, Milan
- 1992, Galleria Philippe Daverio, Milan
- 1995, Galleria Philippe Daverio, Milan
- 1998, " Saint Georges ", Galerie Georges Fall, Paris
- 2001, Palazzo delle Stelline, Centre Culturel Français, Milan
- 2003, " Regard ", Centro Mostre per l'Arte Contemporanea Venti Correnti, Milan
- 2005, " Roberto Mangú ", MUDIMAdrie (Fondazione Mudima), Anvers
- 2006, " Fuego ", Centro Mostre per l'Arte Contemporanea Venti Correnti, Milan
- 2007, " Permanenza ", Galleria L’Archimede, Roma
- 2008, " Permanenza ", Galerie La Trace, Paris
- 2008, " Permanenza ", Galerie Stella & Vega, Brest
- 2011, " Itinérance I, « Autour d'un tableau » de Roberto Mangú ", Stella & Vega Production, Galerie Janos, Paris[25]
- 2012 , " Mar Adentro ", Museo di Santa Giulia, Brescia[26]
- 2013 , " Mar Adentro ", Galleria Carifano, Fano[27]
- 2013 , " Mar Adentro ", Institut français Milano[28]
- 2014, " Soleil ", Galerie Sélective Art, Paris
- 2022, " Mintak ", Musée des Beaux-Arts de Gaillac, Du 15 octobre au 18 décembre 2022

### Principales expositions collectives
- 1983, Galerie Georges Lavrov, Paris
- 1983, Galerie Georges Lavrov, Saint – Tropez
- 1984, Salon d'art contemporain de Montrouge, Paris
- 1984, Art Basel 84, Bâle
- 1984, International Contemporary Art Fair, Londres
- 1985, Salon d'art contemporain de Montrouge, Paris.
- 1985, Salon de Mai, Paris.
- 1985, International Contemporary Art Fair, Londres
- 1986, Galerie Catherine Macé, Cannes.
- 1986, Galerie Georges Lavrov, Paris.
- 1986, Art Jonction, Nice.
- 1986, Galeria Ontiveros, Madrid
- 1987, Masques d’artistes, La Malmaison, Cannes.
- 1987, Maisons, exemples choisis, Institut français d'architecture, Paris
- 1989, Galerie Dacal, Madrid.
- 1989, Galerie Catherine Macé, Cannes.
- 1989, " Mangú, Pacea ", Galeria Ontiveros, Madrid
- 1990, " Le Paradis des Peintres ", Musée de la Castre, Cannes
- 1990, Galeria Ontiveros, Madrid.
- 1990, Galleria Shubert, Milan
- 1991, " Les Couleurs de l’Argent "[29], Musée de la Poste, Paris
- 1992, " Arthur Rimbaud et les artistes du XXe siècle "[30], Musée Cantini, Marseille
- 1993, Galleria Philippe Daverio, Milan
- 1994, " Alternative ", Galleria Philippe Daverio, Milan
- 1994, " Il Corpo ", Galleria Philippe Daverio, Milan
- 1995, Coll.priv, Palazzo delle Stelline, Milan
- 1995, " Art Tabac ", sous la direction de Pierre Restany, Scuderie di Palazzo Ruspoli, Rome
- 1996, Coll.priv, Palazzo delle Stelline, Milan
- 1996, " Anni’90 a Milano "[31], Sala Napoleonica, Accademia di Brera, Milan
- 1998, " Accrochage ", Galerie Georges Fall, Paris
- 1999, " Babelia ", MiArt (Galleria Philippe Daverio), Milan
- 1999, Fiera d’arte contemporanea di Milan
- 2001, Galerie Antoine Ranc, T.S.F. Paris
- 2002, Linéart, foire d’art moderne & contemporain (Galerie Antoine Ranc), Gand
- 2004, " De leur temps : collections privées françaises ", ADIAF, Musée des Beaux-Arts de Tourcoing
- 2004, Art Paris, foire d’art moderne & contemporain (Centro Mostre per l'Arte Contemporanea Venti Correnti), Paris
- 2005, Art Paris, foire d’art moderne & contemporain (Centro Mostre per l'Arte Contemporanea Venti Correnti), Paris
- 2005, Centro Mostre per l'Arte Contemporanea Venti Correnti, Milan.
- 2006, " Figures et Portraits ", Stella & Vega Production, Brest
- 2007, " Papiers d’artistes ", Stella & Vega Production, Brest et Paris
- 2007, Centro Mostre per l'Arte Contemporanea Venti Correnti, Milan
- 2008, " Collection privée ", Stella Collection, Brest
- 2010, " 10 sérigraphies ", Sérithèque[32], Montpellier
- 2011, " 10 Artistes, Galerie Janos ", Paris[33],[34]
- 2012 " 4 hispaniques en noir et blanc +une ", Galerie Janos, Paris
- 2015, Gœthes Farbenlebre, Institut Français de Mainz Allemagne
- 2015, Creval Contemporary 30 anni di comunicazione visiva per l’arte, Fondazione del crédito Valtelinese
- 2017, "Au fil de la Méditerranée ", Bogéna Galerie, St Paul de Vence[35]
- 2022, Les Enfants de Bonnard, Musée Bonnard, Le Cannet[36]
- 2023, Rédemption, 3e Biennale d’Art Sacré de Menton[37]
- 2024, "Lidia Soñada", Bar Hemingway Hotel L'Imperator Maison Albar, Nimes[23]